# يواكيم سيلفا (مقاتل)
يواكيم سيلفا (بالبرتغالية: Joaquim Silva؛ مواليد 5 فبراير 1989) هو مُقاتل فنون قتالية مختلطة برازيلي.

## وصلات خارجية
- يواكيم سيلفا (مقاتل) على موقع يو إف سي (الإنجليزية)
- يواكيم سيلفا (مقاتل) على موقع شيردوغ (الإنجليزية)